# Alexandru Busuioc
Alexandru Busuioc (n. 6 noiembrie 1922, Pitești — d. 4 ianuarie 1964, Pitești) a fost un violonist și dirijor român de muzică populară.

## Biografie
S-a născut pe data de 6 noiembrie 1922 în Pitești, județul Argeș, într-o familie de lăutari vestiți. Învață de timpuriu vioara de la tatăl său, renumitul lăutar și viorist Constantin Busuioc. 
În 1955 înființează în Pitești o orchestră de muzică populară, pe care o denumește „Doina Argeșului”. Aduce instrumentiști valoroși precum: fluierașul Florea Netcu, vioriștii Frații Mihalcea sau Valeriu Cintilică, dar și pe solistele Tita Bărbulescu și Ana Ispas. 
Între 1955-1960 înregistrează jocuri și cântece cu „Doina Argeșului” la Radiodifuziunea Română și întreprinde frecvente turnee în țară și în străinătate. 
În 1959, ca dirijor al orchestrei, participă împreună cu importanți soliști populari, notabilă fiind Maria Tănase, la Festivalul de folclor din Bulgaria unde este premiat cu „Medalia de Aur”.

## Decesul
Moare la data de 4 ianuarie 1964 la Pitești.